# Marc Singer
Marc Singer (Vancouver, Colúmbia Britànica, 29 de gener de 1948) és un actor canadenc, conegut principalment pel seu paper a la sèrie dels anys vuitanta V, Invasió extraterrestre i la seva seqüela V: La Batalla Final. Interpretava a un dels protagonistes, el periodista Mike Donovan.

## Biografia
Va créixer a Corpus Christi, Texas. El seu pare, Jacques Singer, va ser director simfònic, i la seva mare, Leslie, pianista. Té una germana també actriu, Lori Singer, coneguda pel seu paper de Julie Miller a la sèrie Fame i el d'Ariel en la pel·lícula Footloose. És cosí del director de cinema Bryan Singer. Està casat amb l'actriu d'origen hawaià Haunani Minn.
Va començar amb papers en pel·lícules d'aventures i fantasia, com El Senyor de les bèsties (The Beastmaster). Va actuar el 1983 en la mini sèrie V i en la seva seqüela V: La Batalla Final (1984) en el paper de Mike Donovan (líder de la resistència contra els extraterrestres) al costat de Jane Badler que encarnava "Diana" la líder dels "Visitants". Va repetir el seu paper de Dar en The Beastmaster 2: through the Portal of Time i en el seu tercer lliurament, El senyor de les bèsties 3: l'ull de Braxus. El 2011, fa el paper de Lars Tremont, líder del Projecte Ares en V  (sèrie de televisió de 2009).
Va participar en la pel·lícula If you Could See What I Hear on interpretava Tom Sullivan. Altres films seus són Bodi Chemistry, Watchers, High Desert Kill, The Fighter i Dead Space.
Pel que fa a la televisió, a més de la sèrie V, va participar en Dallas, The Twilight Zone, Something for Joey, S'ha escrit un crim, i en l'episodi 7 de la primera temporada de Highlander com a Caleb. Entre 2001 i 2002, es va fer la sèrie El senyor de les bèsties, i ell va participar en el paper de Dartanus.
El 15 de desembre del 2014 es va revelar que Marc Singer havia estat contractat per interpretar el General Matthew Shrieve en la sèrie Arrow per a la tercera temporada.

## Filmografia
Les seves pel·lícules més destacades són:

### Cinema
- 1978 : Go Tell the Spartans: Capt. Alfred Olivetti
- 1982 : El senyor de les bèsties (The Beastmaster) : Dar
- 1982 : If You Could See what I Hear : Tom Sullivan
- 1988 : Born to Race : Kenny Landruff
- 1990 : Watchers II : Paul Ferguson
- 1990 : In the Cold of the Night : Ken Strom
- 1990 : Body Chemistry : Tom Redding
- 1990 : A Man Called Sarge: El major Klaus Von Kraut
- 1990 : Dan Turner, Hollywood Detective : Dan Turner
- 1991 : Dead Space de Fred Gallo : Krieger
- 1991 : El senyor de les bèsties 2: La porta del temps (Beastmaster 2: Through the Portal of Time): Dar
- 1992 : The Berlín Conspiracy : Harry Spangler
- 1994 : Silk Degrees : Baker
- 1995 : Savate : Ziegfield Von Trotta
- 1995 : Droid Gunner : Jack Ford
- 1995 : Victim of Desire : Peter Starky
- 1997 : Street Corner Justícia : Mike Justus
- 1997 : Lancelot : Guardian of Time) de Rubiano Cruz: Lancelot del Llac
- 2001 : Determination of Death : Reese Williams
- 2002 : Angel Blade : Dr. Martin Gites
- 2004 : Snowman's Pass : Curt Seaver
- 2008 : Eagle Eye: Desenvolupador en  explosis
- 2009 : Dragonquest : Maxim

### Televisió
- 1972 : Cyrano de Bergerac (Téléfilm) : Christian de Neuvillette
- 1973 : Columbo : Doble Shock (Sèrie TV) : Un jove metge (no surt als crèdits)
- 1974 : El Planeta dels micos (Sèrie TV) : Dalton
- 1974 - 1975 : Hawaii Five O (Sèrie TV) : Jeff Heywood
- 1975 : Barnaby Jones (Sèrie TV) : Pare Tanner
- 1976 : The Rookies (Sèrie TV) : Blair Winfield
- 1976 : The Taming of the Shrew (Téléfilm) : Petruchio
- 1976 : Jigsaw John (Sèrie TV) : Wade Bedell
- 1977 : Something for Joey (Téléfilm) : John Cappelletti
- 1977 : Never Con a Killer (Téléfilm) : Tim Donahue
- 1979 : Roots: The Next Generation (Sèrie TV) : Andy Warner
- 1979 : The Two Worlds of Jennie Logan (Téléfilm) : David Reynolds
- 1981 : For Ladies Only (Téléfilm) : Stan Novak
- 1982 : Paper Dolls (Téléfilm) : Wesley Miles
- 1983 : V (Téléfilm) : Mike Donovan
- 1984 : V:The Final Battle (Sèrie TV) : Mike Donovan
- 1984 : The Love Boat (Sèrie TV) : John Neary
- 1984 : La seva vida d'home (Téléfilm) : Mark Rogers
- 1984 - 1985 : V : La sèrie (Sèrie TV): Mike Donovan
- 1986 : Dallas (Sèrie TV): Matt Cantrell
- 1987 : Hotel (Sèrie TV : Tinent Comandamt Tom Hardison
- 1987 : Shades of Love: Indigo Autumn (Téléfilm) : Bruce
- 1988 : Simon i Simon (Sèrie TV) : Ray McGuiness
- 1988 : La Quarta Dimensió (Sèrie TV) : Ed Hamler
- 1989 : Murder She Wrote (Sèrie TV) : Rick Barton
- 1989 : The Hitchhiker (Sèrie TV) : Robert Lewis
- 1989 : High Desert Kill (Telefilm) : Brad Mueller
- 1990 : Dan Turner, Hollywood Detective (Telefilm) : Dan Turner
- 1991 : Deadly Game (Telefilm) : Jake Kellogg
- 1992 :The Ray Bradbury Theater (Sèrie TV) : Manar Trask
- 1992 : Highlander (Sèrie TV) : Caleb Cole
- 1993 : The Sea Wolf (Telefilm) : Johnson
- 1994 : Sirens (Sèrie TV) : Bruce Waller
- 1996 : Beasmaster: The Eye of Braxus (Téléfilm) : Dar
- 1999 : The Young and the Restless (Sèrie TV) : Chet
- 2001-2002 : Beatmaster (Sèrie TV) : Dartanus
- 2006 : Lesser Evil (Téléfilm) : Capità Varney
- 2010 : V : Lars Tremont
- 2015 : Arrow : el general Matthew Shrieve (5 episodis)